# Gostyczyn
Gostyczyn (niem. Johannenberg) – kolonia w Polsce położona w województwie zachodniopomorskim, w powiecie choszczeńskim, w gminie Choszczno. W latach 1975−1998 miejscowość administracyjnie należała do województwa gorzowskiego. W roku 2007 kolonia liczyła 19 mieszkańców. Kolonia wchodzi w skład sołectwa Koplin.

## Geografia
Kolonia leży ok. 4 km na południowy wschód od Koplina, w pobliżu rozjazdu linii kolejowej nr 351 oraz byłej linii kolejowej nr 410, na południowy zachód od jeziora Klukom.